# Carlos Fuentes (zapaśnik)
Carlos Valerio Fuentes Peralta (ur. 20 października 2003) – gwatemalski zapaśnik walczący w stylu klasycznym. Brązowy medalista mistrzostw panamerykańskich w 2021. Wicemistrz igrzysk panamerykańskich młodzieży w 2021 roku.